# Cidade Tabajara
Cidade Tabajara é um bairro de Olinda, integrante da 9ª Região Político-Administrativa – RPA 9 .
Trata-se de um conjunto habitacional que foi ocupado, em 1975, após grande enchente ocorrida no Recife e  região. Sem um teto para morar, famílias ocuparam está área urbana, no limite entre os municípios de Olinda e Paulista, entrando para a categoria dos “posseiros urbanos” com a ocupação do Conjunto Tabajara.